# Belle Johnson
Pour les articles homonymes, voir Johnson.
Belle Johnson, née le 4 août 1864 à Mendota (Illinois) et morte le 19 juillet 1945 à Monroe City (Missouri), est une photographe américaine, active à la fin du XIXe siècle et au début du XXe siècle. Elle est l'une des fondatrices de la Women's federation de la Photographers Association of America (en).

## Biographie
Belle Johnson est née le 4 août 1864 à Mendota et y a grandi. Son père était un fermier prospère et elle avait une grande sœur prénommée Mary. De 1882 à 1884, elle suit les cours du Saint Mary's College à Notre Dame dans l'Indiana où elle reçoit les honneurs pour son excellent travail en astronomie, en logique et en composition d'anglais. Elle suit sa grande sœur, mariée à R. Manning Walker, bijoutier et fermier, et déménage à Monroe City dans le Missouri en 1884. L'auteur Dean Howd interprète le fait qu'elle reste vivre chez les Walker de 1885 à 1890 comme étant une indication qu'elle enseigne durant cette période, mais aucune archive n'existe pour valider ce fait.
En 1890, elle s'initie à la photographie auprès de M. Rippey après avoir répondu à son annonce d'ouverture d'un poste d'assistante. Rapidement après avoir trouvé sa place dans le studio, elle s'applique à apprendre la retouche des images, ce qu'elle fit en trois semaines. Le 1er mai 1890, elle reprend le studio à son compte, en gardant M. Rippey en tant qu'employé pendant 6 mois. Selon Dean Howd, elle prit le temps de lire et de se former pendant quatre ans. Il le déduit du fait qu'elle ne publia sa première annonce qu'en 1894.
Elle photographie jusqu'à ses derniers jours la vie de sa communauté de Monroe City, que ce soit l'actualité de sa ville ou le portrait des habitants et de ses environs.
Une avenue porte son prénom en son hommage dans la ville de Monroe City.

### Une entrepreneuse duXXesiècle
Belle Johnson est une femme d'affaires : au-delà de la qualité de son travail de photographe, elle assure le développement de son entreprise en faisant publier régulièrement des publicités dans les journaux locaux, mais aussi en organisant des manifestations ou des réunions publiques dans son studio.

#### L'incendie de 1899
Dans la nuit du lundi 31 janvier 1899, un incendie ravage des bâtiments de Monroe city et empêche Belle Johnson d'utiliser son studio. Elle est alors hébergée au studio de C.S. Robertshaw : celui-ci fait paraître de très nombreuses publicités où elle apparaît comme opératrice et vante les nombreux prix qu'elle a obtenus dans des concours de photographies.

#### Julia McClintic

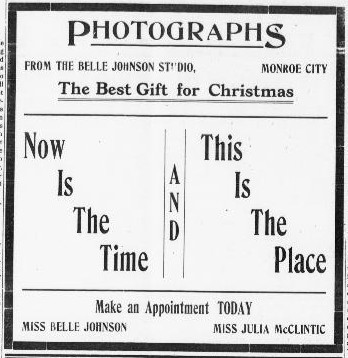
Publicité pour le studio de Belle Johnson et de Julia McClintic à Monroe City pour Noël 1914.

Son assistante fut chargée de retoucher les images et de gérer le studio en son absence. Elle est citée à de nombreuses reprises pour son efficacité dans la presse locale  et apparaît au même titre que Belle Johnson sur des publicités pour le studio.
Julia se chargera de nettoyer le studio à la mort de Belle Johnson en 1945.

### Une photographe reconnue
En 1894 elle fonde avec d'autres photographes la Photographic Association of Missouri et y soumet ses premières photographies. Sur 35 compétiteurs, elle se place troisième avec un tiers de point de moins que les deux premiers. À cette occasion, le journal Monroe City du 1er novembre 1894 lui apporte son soutien et indique qu'il y avait face à elle des photographes de réputation nationale,. 
Dans un article du numéro d'octobre 1903 de Western Camera Notes, elle est invitée en tant que photographe professionnelle à donner des conseils aux amateurs,. 
Régulièrement invitée à exposer son travail, elle est la seule femme présente à la rencontre organisée en 1906 par la plus grande association de photographes professionnels aux États-Unis : la Photographic Association of America. Sa célébrité est importante et elle fut invitée à New York et Paris, où elle gagna des médailles.

### Fondatrice de laWomen Federation
Engagée pour la reconnaissance des femmes photographes : elle fait partie du petit groupe de femmes avec la photographe Gertrude Käsebier qui se réunit en marge de la convention nationale de la PAA (Photographic Association of America) à Détroit en 1908 pour créer la Women Federation de la PAA. Elle en est la vice-présidente et supervise le cercle de réflexion The « Circle ».

## Travaux
Elle a essentiellement réalisé des études de personnages, des portraits, des natures mortes et des photographies d'animaux, en particulier les chats.
Elle a également publié de nombreuses photos pour des revues comme The Photographic journal of America.
Belle Johnson s'est rendue célèbre par sa faculté à photographier les personnes âgées, les bébés et les animaux dont il est difficile de capter une pose naturelle comme l'explique un article du journal The Ogden Standard de 1914 qui expose son art d'apprendre aux chats à poser de manière irrésistible pour ses photographies.

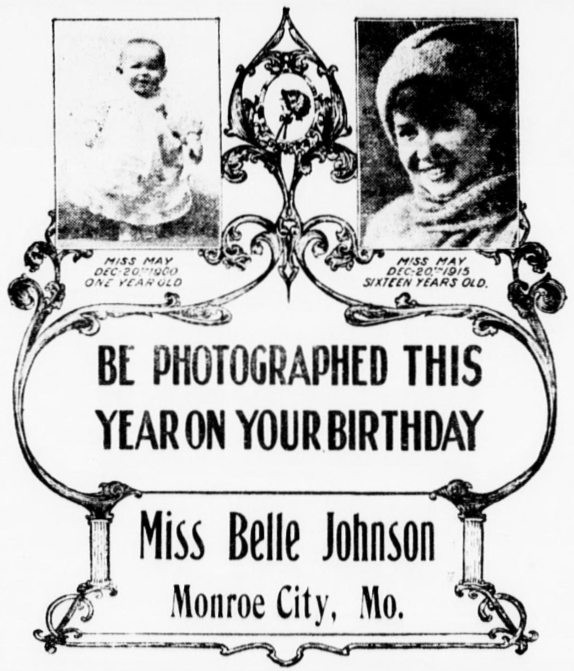
« Cette année faites-vous photographier pour votre anniversaire » : publicité dans le Monroe City Democrat. du 16 mars 1916.

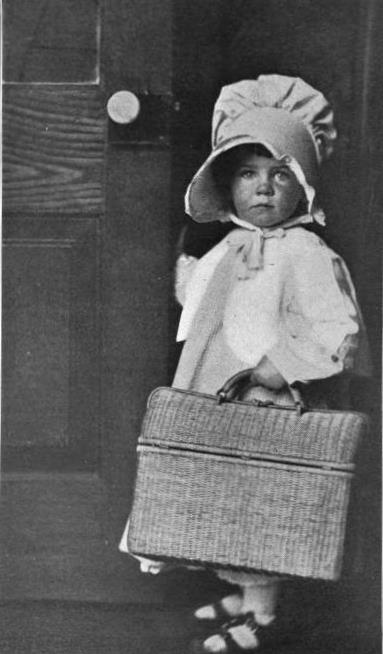
Prêt pour le pique-nique
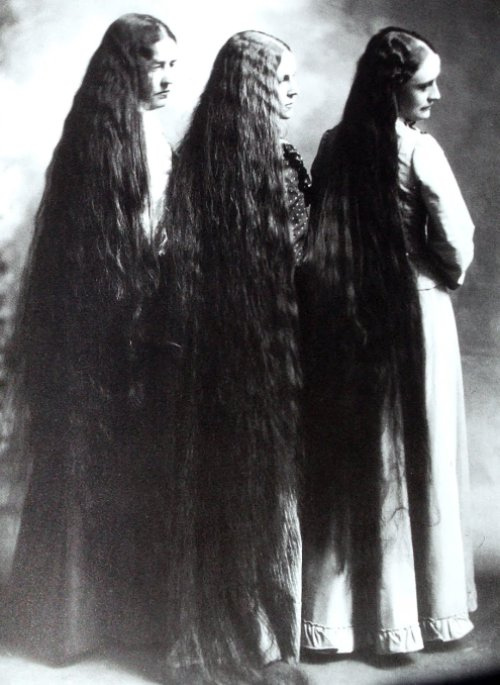
Trois femmes
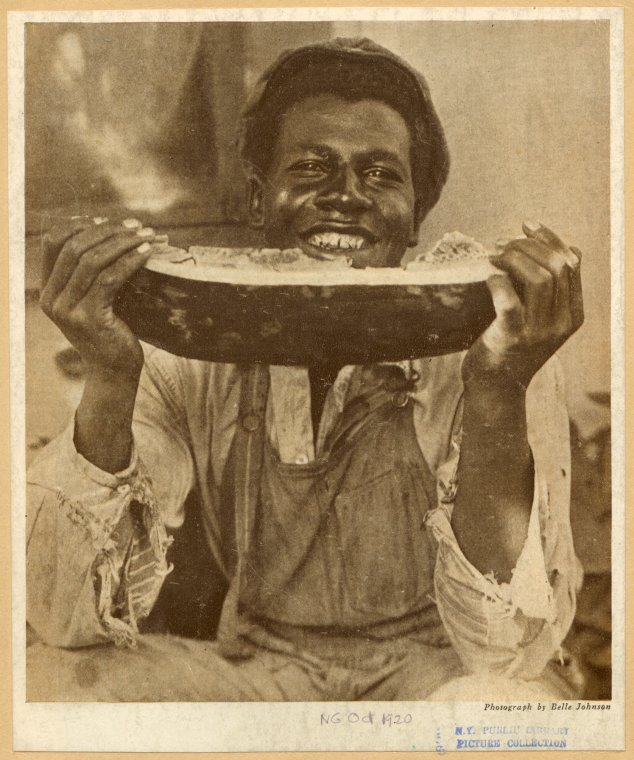
Homme mangeant une pastèque
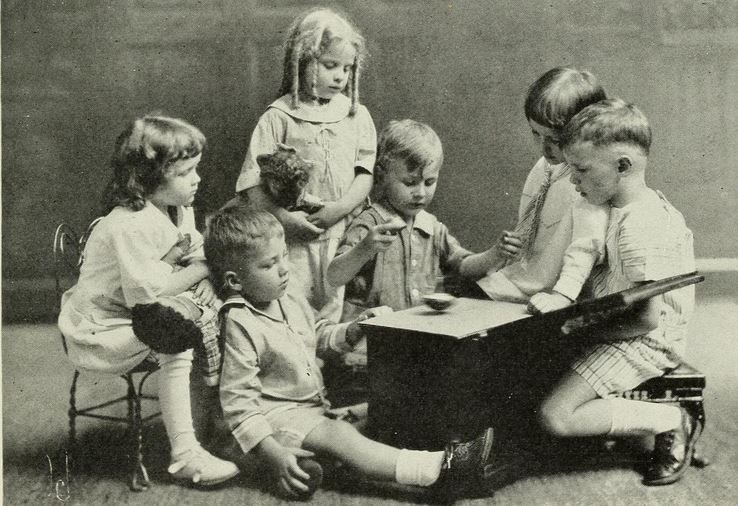
Spinning the top
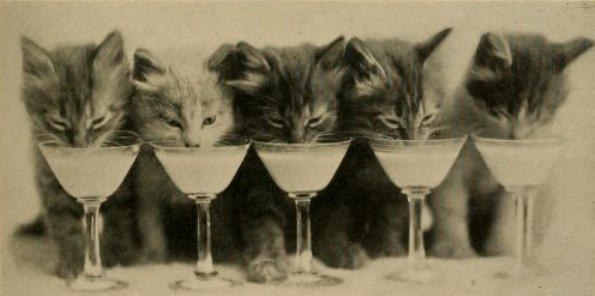
Cocktail de chatons
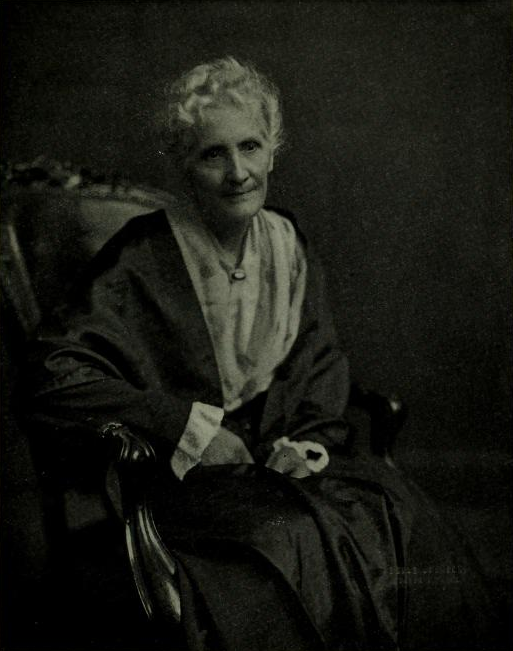
Portrait de femme
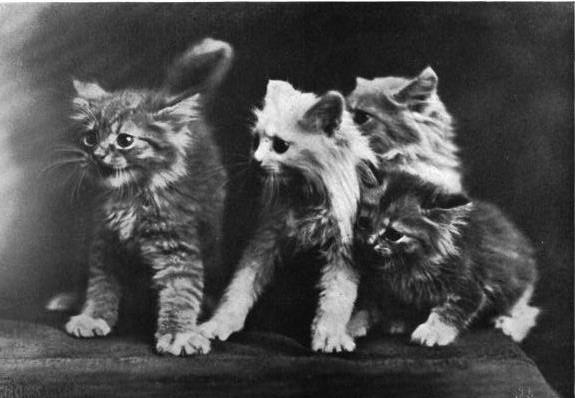
Chatons apeurés
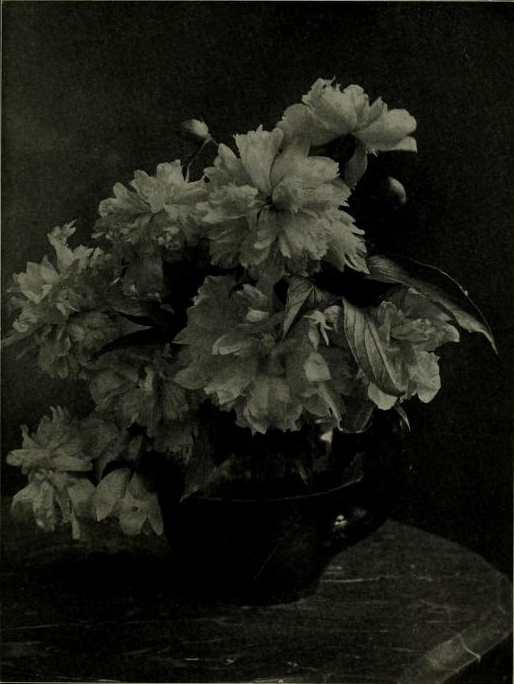
"Flowers